# 尼氏側帶小公魚
尼氏側帶小公魚（学名：Stolephorus nelsoni）為輻鰭魚綱鲱形目鳀科的其中一種，分布於中西太平洋的加羅林群島海域，棲息深度可達50公尺，本魚體延長，上頷突出，到達前鰓蓋，腹部圓潤，峽部肌肉逐漸變細，均勻地向前鰓膜後緣，腹鰭長，體側具一銀色條紋，臀鰭軟條20枚，體長可達7.4公分，棲息在沿海，喜群游。

## 擴展閱讀
- 維基物種上的相關：尼氏側帶小公魚